# Сож
Сож (блр. Сож) — источноевропска река која тече преко делова територије Русије, Белорусије и Украјине и лева притока реке Дњепар.
Име реке вероватно потиче од староруске речи сожжь која означава подручје које је путем паљевине очишћено од растиња и претворено у оранице.

## Карактеристике
Река Сож извире на Смоленском побрђу на око 12 km јужније од града Смоленска у Смоленској области Руске Федерације. Друга је по дужини и запремини најважнија лева притока реке Дњепар. Улива се у Дњепар код варошице Лојев на граници Гомељске области Белорусије и Черниговске области Украјине. Укупна дужина тока од извора до ушћа је 648 km, од чега је 493 km на територији Белорусије.
Долина уз реку је доста изражена и представљена у виду неколико тераса, најчешће трапезоидног облика дубине између 20 и 30 метара у односу на околни терен, просечне ширине од 1,5 до 3 km у подручју око Кричавског рејона до преко 5 km на подручју спајања са реком Остјор. Након примања реке Бесед Сож прелази у географску регију Белоруског полесја. У средњем и доњем делу тока обале су доста ниже и равније.
Ширина реке у доњем делу тока достиже и до 230 метара, а дубина расте и до 6,5 метара. Проток је често већи од 1,5 m³/s. Пловна је дуж 373 km тока.
Река Сож се убраја у најчистије европске водотоке.
Неке од најважнијих притока су Вихра, Остјор, Проња, Бесед, Хмара и Ипут. Пре Другог светског рата на Сожу су постојале бројне уставе којима је регулисан ниво воде у реци, али су оне у потпуности уништене током рата и никада нису обновљене.
Најважнији градски центри који леже на њеним обалама су Кричав, Черикав, Славгарад и Гомељ.